# Курсави, Габденнасыр
Габденнасыр Курсави (полное имя — Абуннасыр Габденнасыр ибн Ибрагим ибн Ярмухаммед ибн Иштиряк аль-Курсави тат. Әбеннасыйр Габденнасыйр бине Ибраһим бине Ярмөхәммәд бине Иштирәк Курсави) — татарский богослов, религиозный реформатор, мыслитель и просветитель.
Родился в 1776 году в деревне Верхняя Корса (на территории современного Арского района Республики Татарстан), в семье купца. Умер в 1812 году в Ускударе.

## Семья
Мать: Михербан, дочь Амина сына Мансура, родилась в деревне Максабаш.
Отец: Ибрагим, скончался в 1791 году.
Сестра: Мархаба, была женой Габдуллы сына Габдессаляма Утямышева (Габдессэлам эл-Мэчкэрэви). Сестра с мужем жили в деревне Маскара (на территории современного Кукморского района Республики Татарстан).

## Биография
Начальное образование Габденнасыр Курсави получил в Маскаринском медресе, у Мухаммедрахима ахуна. Учился в медресе Ниязкулыя Туркмени (Бухара).
После возвращения из Бухары, при поддержке зятя и его сыновей (Губайдуллы, Мусы, Мухаммедзяна), Габденнасыр хазрет построил в деревне Корса медресе. Одновременно с преподаванием в последнем он занимал должность имам-хатиба.
В 1808 года Габденнасыр Курсави вновь отправился в Бухару, где развернул бурную деятельность по распространению своих реформаторских взглядов и выступал против учения матуридитов. Его передовые идеи встретили яростное сопротивление со стороны консервативно настроенных религиозных деятелей. Последние, несмотря на своё поражение в открытых спорах, не прекращали преследование Курсави, даже обратились к бухарскому эмиру. Эмир потребовал от ученого отказаться от своих убеждений, в противном случае пригрозил смертью. По совету друзей Габденнасыр Курсави заявил об отказе от своих передовых взглядов. Вскоре он вернулся на свою родину и продолжил реформаторскую деятельность. Последнее вызвало недовольство у реакционных татарских имамов, начались преследования ученого.
В 1812 году Габденнасыр Курсави отправился в хадж. Во время пути он заболел холерой, умер в Стамбуле. Похоронен в Ускюдаре.

## Ученики и последователи
Труды Курсави имеют важное значение в развитии передовой татарской общественной мысли. Среди его учеников было немало видных деятелей культуры, науки.
- Мухаммедэмин ибн Сайфулла ан-Наласави — поэт и правовед, преподаватель персидского языка знаменитого Каирского университета аль-Азгар (Египет); скончался в Каире в 1833 году.
- Нугман ибн Амир ас-Симени. После ухода Габденнасыра хазрета он работал мударрисом в Корсинском медресе, завершил работу над составлением «Коран тафсир» (Коръэн тэфсире), начатую ещё его учителем Г. Курсави. Среди татар эта книга известна как «Ногмани тафсир» (Ногмани тэфсире).

Авторские рукописи этого труда хранились в деревне Маскара, затем в Касимове; позже были возвращены в Казань и переданы в фонды Государственного музея Республики Татарстан.
- поэт Джамалетдин ибн Шамсутдин ас-Сабави (1780—1866)
- Нигматулла ибн Биктимер аль-Эстерли (Тукаев, мударрис знаменитого Эстерлибашского медресе)
- Хабибулла ибн Рафик ан-Надери
- Фахрутдин ибн Хабибулла аль-Хаджи Тархани (поэт, акын)
- Ахмед ибн Сагид аш-Шырданы
- Надир ибн Исхак аль-Кушмани
- Таиб ибн Заидкул аль-Верхурали
- Зай-нулла ибн Ульмас аль-Калкани
- Габдулла ибн Амирхан аль-Верхурали
- Габдульмумин ибн Фаиз аль-Мшляви
- Ахтям ибн Бикмухаммед аль-Йармунчави
- Тимербек ибн Вильдан аль-Куганаки
- Габдульгафур ибн Габдульмазид аль-Уфави и другие.
- Надир ибн Исхак аль-Камышли

География происхождения учеников Курсави свидетельствует о том, что передовые взгляды и идеи ученого распространялись на огромной территории от Казани до Верхнеуральска и от Астрахани до Уфы. Деятельность Габденнасыра Курсави и его учеников создала основу для дальнейшего культурного роста татарского народа, для появления таких выдающихся личностей, как Шигабутдин Марджани, Каюм Насыри, Хусаин Фаизханов и др.

## Труды
Ученый оставил богатое рукописное наследие. Большинство его трудов (они в основном написаны на арабском языке) пока не издано.

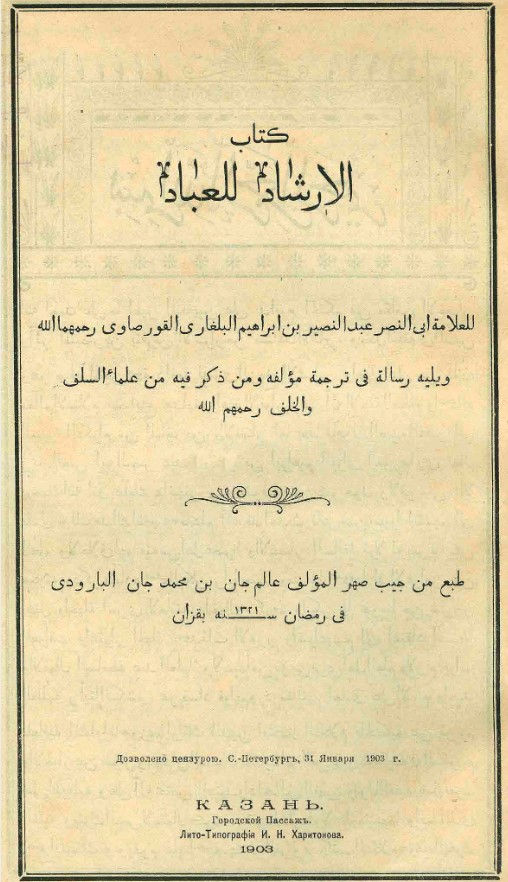
«Аль-иршад лиль-гибад» Габденнасыра Курсави

Из изданных произведений Габденнасыра Курсави известен его философский труд «Аль-иршад лиль-гибад» (Возвращение невежественных людей на светлый (святой) путь). В нём изложена сущность суфизма, дается доказательство права человека на познание окружающего мира.
Из неизданных трудов ученого известны:
- «Китабел-лаваих» (Книга известий)
- «Шархе гакаид Насифия кадим» (Объяснение древнего Насифия—убеждения)
- «Шархель-гакаид ан-Насафия джадид» («Объяснение нового Насифия—убеждения»)
- «Рисаляи исбател-сыйфат» (Сочинение доказательства свойств)
- «Китабел-насаих» (Книга напутствий)
- «Шархе мухтасарелманар» (Объяснение краткого путеводителя)
- «Хафтияк шариф тафсири», написанный на тюркском языке.

Кроме того сохранились письма и записи Габденнасыра Курсави.
Вопросы деятельности, жизненного пути, а также богатое рукописное наследие ученого требуют глубокого и всестороннего изучения.

## Влияние на культуру Татарстана
После 1775 года начался новый этап духовно-культурного подъёма. В конце XVIII века на арену творчества вышли такие деятели национальной культуры, науки, как Габдрахим Утыз-Имяни, Таджутдин Ялчыгул, Ишнияз ибн Ширнияз, Яхъя ибн Сафаргали, Кул Мухаммед, Рахимкул—сын Абу-бакира, Валид Каргалый и другие. Они в своих произведениях и трудах пропагандировали новые, передовые в те времена общественно-философские идеи. Последние имели важнейшее значение в воспитании и подготовке национальной интеллигенции, глубокообразованных людей, среди которых в начале XIX в. особое место занимала личность и деятельность Габденнасыра Курсави.
В развитии татарской общественно-философской мысли конца XVIII—начала XIX вв. центральное место принадлежало вопросам борьбы с невежеством, вызванным двухвековым духовным геноцидом, культурной отсталостью. Право человека на познание окружающего мира нашло своё доказательство в трудах Габденнасыра Курсави.
Впервые изучением жизни и деятельности ученого занялся Шигабутдин Марджани, после него — Ризаэтдин Фахрутдинов.